# Abuso infantil online
Abuso infantil online é uma forma única de Abuso infantil também conhecida como “Molestação Cibernética” devido à sua natureza virtual, distante e anônima. Esse abuso pode não ocorrer presencialmente, nem necessariamente requer contato físico. No entanto, o abuso online pode resultar em consequências negativas presenciais, na forma de estupro estatutário, Agressão sexual forçada, Assédio, etc. Nos Estados Unidos, o abuso infantil online é reconhecido como uma forma de abuso infantil pela Sociedade Nacional para a Prevenção da Crueldade contra Crianças.
O abuso online de crianças pode ocorrer por meio de diversas formas, incluindo, mas não se limitando a Ciberbullying, aliciamento e Abuso sexual. Esse abuso requer o uso da Rede mundial de computadores ou de telefones celulares, aumentando sua importância em um mundo cada vez mais tecnológico. O perpetrador desse abuso online pode ser um desconhecido ou alguém previamente conhecido pela vítima. Um relatório do Data & Society Research Institute e do Center for Innovative Public Health Research mostrou que 72% dos usuários de Internet dos EUA testemunharam algum tipo de assédio ou abuso online, enquanto 47% o vivenciaram pessoalmente. Este estudo não encontrou distinção entre os gêneros em relação ao assédio, mas deduziu que as mulheres estavam em risco de uma variedade maior de abusos online.

## Ciberbullying
Ciberbullying, ou bullying na internet, ocorre quando um indivíduo ou grupo distribui eletronicamente conteúdo negativo, falso ou de outra forma prejudicial sobre uma pessoa ou grupo, utilizando informações pessoais ou privadas que causam humilhação ou angústia. O ciberbullying pode ocorrer por meio do uso de qualquer dispositivo capaz de se conectar à internet (computadores, dispositivos móveis, consoles de jogos etc.) ou de telefones celulares, não sendo necessário que o agressor esteja nas proximidades da vítima. O ciberbullying é especialmente prevalente entre crianças como uma extensão do bullying nas escolas. Um estudo de pesquisa canadense constatou que crianças que foram vítimas de ciberbullying e também sofreram bullying na escola tinham maior probabilidade de intimidar outras pessoas no Ciberespaço.

### Prevalência
Estudos mostram uma tendência crescente no bullying online. Embora continue sendo a forma menos denunciada de bullying, ele é relativamente oculto e acredita-se que seja subnotificado. Como as vítimas frequentemente não conseguem escapar dos agressores online, podem desenvolver sentimentos de culpa, incompetência ou desespero. Mais de 37% das vítimas de ciberbullying não denunciam o abuso. De acordo com estatísticas do ciberbullying da i-SAFE Foundation, mais de 50% dos adolescentes foram vítimas de ciberbullying, e um terço deles foi ameaçado online. Um número aproximadamente igual admite ter praticado ciberbullying. Das vítimas que denunciaram o abuso, 25% relataram ciberbullying recorrente. O Harford County Examiner relatou que bem mais de 50% das vítimas infantis esconderam o problema de seus pais quando ocorrido. O mesmo exame relatou que 1 em cada 10 jovens teve fotos comprometedoras tiradas sem sua permissão, e que meninas têm mais probabilidade de se envolver com o ciberbullying do que meninos, tanto como agressores quanto como vítimas. Diferentes grupos sociais e faixas etárias tendem a receber quantidades distintas de feedback negativo indesejado. Por exemplo, 55,2% dos jovens da comunidade LGBTQ foram vítimas de ciberbullying. Outra tendência mostra que crianças em idade escolar são mais propensas a serem vítimas de abuso online.

### Variação
Um estudo de 2011 identificou três razões principais para direcionar alvos na internet: controle social informal, dominação e entretenimento. Controle social informal é a aplicação de pressão para modificar o comportamento de outra pessoa. Dominação refere-se à tentativa de ferir, humilhar ou obter acesso às informações pessoais (segredos, fotos explícitas etc.) de alguém. Entretenimento refere-se ao que é comumente conhecido como trolagem: humilhar, irritar ou incomodar alguém intencionalmente para provocar uma resposta emocional para o divertimento do agressor. Os perpetradores de trolagem são chamados de trolls, que são um subconjunto dos ciberagressores.

### Efeitos
O ciberbullying é muito comum entre crianças e jovens de 10 a 18 anos. Vítimas de ciberbullying frequentemente se sentem mal consigo mesmas após serem intimidadas. Também é comum que o ciberbullying afete negativamente o bem-estar social das vítimas, impactando sua autoestima. Outra consequência do ciberbullying é que a vítima pode passar a temer por sua própria segurança. Pesquisas adicionais realizadas por Patchin & Hinduja (2010) constataram que os envolvidos com ciberbullying, seja como agressores, vítimas ou ambos, possuem autoestima significativamente menor do que aqueles com pouca ou nenhuma exposição ao ciberbullying. Kowalski & Limber (2013) também constataram que agressores e vítimas apresentaram os escores mais negativos na maioria das medidas de saúde psicológica, física e desempenho acadêmico.

### Leis

#### Estados Unidos
Nos Estados Unidos, os pais são incentivados a monitorar a atividade online de seus filhos e a lidar de forma adequada com o ciberbullying. Se o ciberbullying envolver conteúdo sexual ou Sexting, entretanto, o agressor online e seus responsáveis podem também estar sujeitos a consequências legais, incluindo serem registrados como agressores sexuais. O ciberbullying que não envolve conteúdo sexual explícito pode ser mais difícil de ser processado, pois não há leis federais que protejam diretamente as crianças de formas diretas de ciberbullying. Casos de ciberbullying são difíceis de serem processados nos Estados Unidos devido à violação dos direitos da Primeira Emenda (ou seja, liberdade de expressão).
As escolas norte-americanas podem tomar providências em incidentes ocorridos fora do ambiente escolar se houver uma 'interrupção clara do processo educacional' ou uma 'ameaça real' a um (ou mais) dos alunos. Para que uma expressão seja considerada uma 'ameaça real', o tribunal federal deve determinar "se uma pessoa razoável preveria que a declaração seria interpretada por aqueles a quem o emissor se comunica como uma expressão séria de intenção de causar dano ou agressão". À medida que o ciberbullying é cada vez mais reconhecido como um problema nacional nos Estados Unidos, a possibilidade de as escolas públicas limitarem a liberdade de expressão dos alunos fora do horário escolar torna-se uma questão cada vez mais relevante.
Casos de ciberbullying de alto perfil foram trazidos à atenção das legislaturas estaduais e locais, e a maioria dos estados norte-americanos implementou leis que proíbem qualquer comunicação online com o objetivo de causar humilhação, angústia emocional ou medo. A persecução de casos de ciberbullying geralmente combina leis civis que melhor se adequam à natureza de cada caso individual. A maioria dos estados possui tanto leis quanto políticas anti-bullying, com exceção de Arizona, Arkansas, Colorado, Havaí, Mississippi, Missouri, Carolina do Norte e Texas. O Stopbullying.gov, uma agência federal encarregada de prevenir todas as formas de bullying, criou uma lista detalhada de leis e políticas estaduais. Um exemplo de campanha estadual anti-bullying é o Massachusetts Aggression Reduction Center, que fornece um currículo para educadores sobre ciberbullying e sua relação com o bullying nas escolas.
O ciberbullying foi especificamente abordado na legislação federal pela Megan Meier Cyberbullying Prevention Act, apresentada à Câmara dos Representantes dos Estados Unidos em 2009. Esta lei de prevenção buscava:
Alterar o código penal federal para impor penalidades criminais a qualquer pessoa que transmita, em comércio interestadual ou estrangeiro, uma comunicação destinada a coagir, intimidar, assediar ou causar angústia emocional substancial a outra pessoa, utilizando meios eletrônicos para sustentar um comportamento severo, repetido e hostil.
Essa lei foi resultado do suicídio de Megan Meier em 2006. Megan foi vítima de ciberbullying por parte de uma mãe e de sua filha adolescente, o que culminou no suicídio de Megan em sua residência no Missouri.

#### Defesa não governamental
Além da legislação, existem diversos programas e iniciativas não governamentais voltados para essa questão. Por exemplo, a R.AGE, um grupo de jornalistas com sede na Malásia, tem como objetivo disseminar informações sobre diversas questões importantes, incluindo a segurança online e a ocorrência de aliciamento online, na esperança de "contar histórias que importam, que fazem a diferença, que responsabilizam as pessoas, que dão voz àqueles que não a têm". Além disso, o Pandora's Protect é uma organização sem fins lucrativos que visa fornecer apoio às vítimas de crimes como aliciamento online e agressão. Ademais, eles disseminam informações com o objetivo de prevenir novos ataques.

## Aliciamento
O aliciamento é um fenômeno que pode ocorrer online ou offline. A definição oficial de aliciamento utilizada pelo Departamento de Justiça dos EUA é:

um método utilizado por infratores que envolve construir confiança com uma criança e com os adultos ao seu redor, com o intuito de obter acesso e tempo a sós com ela. Em casos extremos, os infratores podem usar ameaças e força física para agredir sexualmente ou abusar de uma criança...
O infrator pode assumir um papel cuidadoso, fazer amizade com a criança ou até explorar sua posição de confiança e autoridade para aliciar a criança e/ou sua família. Esses indivíduos constroem intencionalmente relacionamentos com os adultos próximos a uma criança ou procuram uma criança que esteja menos supervisionada por adultos em sua vida. Isso aumenta a probabilidade de que o tempo que o infrator passa com a criança seja bem-vindo e encorajado.
A definição acima enfatiza o uso da família da criança na construção da confiança com ela. Contudo, quando o aliciamento ocorre online, frequentemente isso é feito sem o conhecimento ou consentimento de qualquer adulto. Quando as crianças podem acessar a Internet sem supervisão, há mais espaço para potenciais abusos.
O aliciamento online pode ser motivado por diversos fatores. O mais comum é o uso do aliciamento para construir uma relação de confiança com uma criança, a fim de se envolver em atos sexuais, seja online ou presencialmente. A Internet é utilizada para conduzir a criança a comportamentos sexuais potenciais. O aliciamento também pode ser empregado para outras formas de exploração, como chantagem para ganho financeiro, entre outras. As duas formas podem ocorrer em combinação, com os aliciadores convencendo crianças a realizar esses atos sexuais – como o envio de fotografias nuas – e, posteriormente, chantageando a vítima mediante ameaça de divulgar informações sobre ela.

### Variação
O aliciamento online pode ocorrer de diversas maneiras. Geralmente, salas de bate-papo ou redes sociais são utilizadas para fazer o contato inicial com possíveis vítimas. Os aliciadores também podem recorrer a aplicativos de compartilhamento de fotos, de namoro ou a sites de jogos para encontrar suas vítimas. Após estabelecer uma relação online, o aliciador direciona as conversas para assuntos mais pessoais, frequentemente de teor sexual. Em seguida, pode engajar-se em conversas de natureza sexual com a vítima, enviar fotos ou vídeos nus, incentivar atos sexuais via webcam ou persuadir a vítima a se encontrar pessoalmente para tais atos.
Os aliciadores não são necessariamente desconhecidos; podem ser amigos da família ou pessoas que já conheceram a criança, mas que utilizam a Internet para fortalecer esse relacionamento visando uma futura exploração. Aliciadores individuais podem ser de qualquer sexo, gênero ou idade. O aliciamento é considerado um assunto complexo, e os aliciadores podem empregar diversas táticas, como elogios ou promessas para induzir determinados comportamentos, além de exercer controle sobre a criança para explorar sua curiosidade sexual natural.
Frequentemente, os aliciadores criam um perfil falso para construir uma persona que inspire mais confiança em suas possíveis vítimas. Tal fenômeno é conhecido como Catfishing. A definição de catfish é "uma pessoa que cria um perfil pessoal falso em um site de rede social para fins fraudulentos ou enganosos." Embora o catfishing não seja utilizado exclusivamente por aliciadores online, é uma maneira comum de contato e de construção de confiança por meio de uma identidade falsa mais verossímil. O catfishing em si não é ilegal nos Estados Unidos, diferentemente do Roubo de identidade, mas, quando empregado como método de aliciamento, é considerado crime de aliciamento.

### Prevalência
O aliciamento e o abuso online de crianças são questões de preocupação crescente na era tecnológica moderna. Vítimas de aliciamento online são frequentemente adolescentes, sendo a maioria das vítimas com idades entre 13 e 15 anos. Em uma revisão de literatura de 2012 realizada por diversas instituições acadêmicas inglesas, constatou-se que 9% dos usuários de Internet, com idades entre 10 e 17 anos, relataram ter recebido solicitações sexuais indesejadas online ou tentativas de aliciamento.

### Leis

#### Estados Unidos
Nos Estados Unidos, o aliciamento é considerado um crime federal. Diversas leis federais incluem dispositivos relativos ao aliciamento. Sob a seção § 2422 do Código Criminal dos Estados Unidos:
(a) Quem, de forma consciente, persuadir, induzir, atrair ou coagir qualquer indivíduo a viajar em comércio interestadual ou estrangeiro, ou em qualquer Território ou Possessão dos Estados Unidos, a se envolver em prostituição, ou em qualquer atividade sexual pela qual qualquer pessoa possa ser acusada de um crime, ou tentar fazê-lo, estará sujeito a multa sob este título ou a prisão por no máximo 20 anos, ou ambos. (b) Quem, utilizando o correio ou qualquer meio ou instalação de comércio interestadual ou estrangeiro, ou dentro da jurisdição marítima e territorial especial dos Estados Unidos, persuadir, induzir, atrair ou coagir qualquer indivíduo que não tenha atingido a idade de 18 anos, a se envolver em prostituição ou em qualquer atividade sexual pela qual qualquer pessoa possa ser acusada de um crime, ou tentar fazê-lo, estará sujeito a multa sob este título e a prisão por, no mínimo, 10 anos ou por prisão perpétua.
A Ordem dos Advogados dos EUA afirma que esse estatuto "aponta para o aliciamento sexual de menores, bem como para a exploração sexual efetiva destes."
Devido à complexa natureza do aliciamento e à relação de confiança entre o aliciador e a vítima, o aliciamento, por si só, raramente passa despercebido. Somente quando o aliciamento resulta em atos sexuais entre um adulto e um menor, na troca de imagens sexuais ou na extorsão de dinheiro é que chega ao conhecimento do judiciário. No caso de Shelly Chartier, o aliciamento online e os crimes decorrentes foram punidos com prisão. Chartier, por meio do uso de Catfishing tanto para a estrela da NBA USA Gymnastics quanto para a modelo aspirante Paris Dunn, aliciou a jovem Dunn, de 17 anos, para a troca de fotos nuas e atos sexuais sob a falsa identidade de Chris Andersen. Ela então enviou tais imagens para Andersen, que estava sob a impressão de que as recebia diretamente de Dunn e que Dunn não era menor de idade. Chartier, posteriormente, extorquiu dinheiro de Andersen, alegando que revelaria sua posse de pornografia infantil, a menos que ele lhe pagasse. Chartier acabou sendo capturada e cumpriu 18 meses de prisão por diversos crimes, incluindo – mas não se limitando a – extorsão, personificação e ameaças. Legislaturas estaduais, como a de Illinois, introduziram dispositivos legais que incluem especificamente métodos eletrônicos ou baseados na web de aliciamento em suas leis.

#### Defesa não governamental
Além da legislação, diversas iniciativas não governamentais atuam na questão. Por exemplo, a R.AGE, grupo de jornalistas com sede na Malásia, busca disseminar informações sobre questões importantes, incluindo a segurança online e a ocorrência de aliciamento online, com o intuito de "contar histórias que importam, que fazem a diferença, que responsabilizam as pessoas, que dão voz àqueles que não a têm". Ademais, o Pandora's Protect é uma organização sem fins lucrativos que visa oferecer apoio às vítimas de crimes como aliciamento online e agressão, além de disseminar informações para prevenir novos ataques.

## Abuso sexual
O abuso sexual online é uma tendência relativamente moderna, na qual os perpetradores utilizam formas atuais de tecnologia – como câmeras de transmissão ao vivo, telefones celulares ou redes sociais – para coagir as vítimas direcionadas a se envolverem em atos sexuais inadequados e, por vezes, ilegais. Os abusadores não discriminam e têm como alvo vítimas de todas as origens. O abuso sexual online difere de outras formas de abuso sexual por poder ser perpetrado de forma sorrateira em escala global, permitindo que o infrator evite ser capturado. Ao mesmo tempo, a tecnologia oferece aos predadores maiores oportunidades para encontrar os jovens sobre os quais se aproveitam.Predefinição:Contradiction inline As crianças são frequentemente o alvo de predadores sexuais online, que costumam intimidar, manipular emocionalmente, chantagear ou fazer amizade com comunicadores dispostos na web, a fim de obter o que desejam. O abuso sexual online pode variar desde interações pessoais entre vítima e agressor até processos mais mecanizados, nos quais crianças são exploradas sexualmente para o lucro dos perpetradores. Predadores sexuais online frequentemente têm como alvo vítimas jovens, com um estudo apontando que 13% das crianças recebem atenção negativa e indesejada de natureza sexual na Internet. Predadores entram em contato com alvos potenciais em diversos ambientes, embora o local mais prolífico onde predadores circulam sejam as salas de bate-papo, onde 76% dos primeiros encontros conhecidos com predadores sexuais online ocorrem. Predadores circulam por salas de bate-papo e outras redes sociais, como MySpace ou Facebook, em busca de pessoas que compartilham informações pessoais de forma evidente.
A detecção e a prevenção do abuso sexual online são dificultadas pela natureza anônima da Internet; contudo, interromper e identificar a atividade criminosa de um predador online é tarefa de diversas organizações governamentais, como o Departamento Federal de Investigação (FBI). O Programa de Crimes Violentos contra Crianças do FBI foi criado especificamente para "... fornecer uma resposta rápida, proativa e abrangente a todas as ameaças de abuso e exploração de crianças" em sua jurisdição. O FBI obtém respostas rápidas por meio de agentes que vasculham a Internet em busca de infratores; eles solicitam informações em fóruns e salas de bate-papo e procuram sinais característicos de comportamento abusivo nas crianças com quem interagem. Contudo, os predadores sexuais online frequentemente se apresentam de forma enganosa para evitar evidências incriminatórias. Em vez de depender completamente das autoridades para capturar os perpetradores do abuso sexual online, é possível diminuir as chances de avanços indesejados de predadores mantendo detalhes íntimos e privados fora da Internet. Outra forma de evitar solicitações sexuais indesejadas é ignorar, bloquear e denunciar o agressor à equipe de gerenciamento do site.

### Leis

#### Estados Unidos
Diversas leis foram criadas para inibir a atividade criminosa online relacionada ao abuso sexual. O Código e Regras Criminais Federais estabelece diversas normas e regulamentos referentes ao abuso sexual sob o Título 18 do Código dos Estados Unidos. A Seção 1462, intitulada Importação ou transporte de materiais obscenos, define o que seria considerado o transporte de material obsceno pela Internet. A pornografia infantil viola essa lei, entre outras, pois, de acordo com esse código, "Qualquer livro, panfleto, imagem, filme, papel, carta, escrita, impressão ou outro material de caráter indecente, obsceno, lascivo ou imundo" pode estar sujeito a multa ou prisão de até cinco anos.
Infratores sexuais online que têm como alvo crianças também podem estar sujeitos à jurisdição da Seção 2243, Abuso sexual de um menor ou protegido, ou da Seção 2251, Exploração sexual de crianças, sob as quais podem ser processados até o máximo da lei. Essas seções descrevem, "... abuso sexual agravado, abuso sexual, contato sexual abusivo envolvendo um menor ou protegido, ou tráfico sexual de crianças, ou a produção, posse, recepção, envio, venda, distribuição, remessa ou transporte de pornografia infantil ... não menos que 30 anos ou prisão perpétua [ou podem acarretar] qualquer termo de anos ou prisão perpétua." Como observado, qualquer abuso sexual de crianças, seja online ou presencial, está sujeito a punições rigorosas segundo a lei.

### Exemplos
O abuso online frequentemente se manifesta em danos físicos e psicológicos às vítimas, como mencionado anteriormente. Em um caso recente, Larry Nassar, médico da equipe da USA Gymnastics, foi condenado a 60 anos de prisão federal ao se declarar culpado de acusações relacionadas ao recebimento e posse de pornografia infantil, bem como à destruição e ocultação de evidências relacionadas a essa pornografia. Os promotores afirmaram que uma ligação extremamente próxima entre suas atividades com pornografia infantil impactou diretamente sua reiterada "molestação de crianças". No auge de sua obsessão por pornografia infantil, Nassar possuía milhares de fotografias de crianças menores de idade. Em decorrência deste escândalo, que afetou centenas de mulheres de diversas faixas etárias, foram implementadas reformas para combater futuras ocorrências desse abuso pela USA Gymnastics e pela Michigan State University. Também ganhou grande destaque, em meio a esse escândalo, o Movimento Me Too.
O Murder of Kacie Woody ocorreu após a jovem Woody, de 13 anos, fazer amizade com quem ela acreditava ser um rapaz de 17 anos chamado Dave Fagen via Yahoo! Messenger, mas, na realidade, essa pessoa era um pedófilo de 47 anos, David Fuller. Após aliciar Woody por meio da rede social, Fuller viajou até a residência de Woody, na zona rural de Holland, Arkansas, e a sequestrou. Depois que o desaparecimento de Woody foi reportado e uma investigação iniciada, a polícia do Arkansas e agentes do Departamento Federal de Investigação (FBI) localizaram os corpos de Woody e de Fuller em uma unidade de armazenamento em Conway. Fuller havia amarrado e estuprado Woody dentro de sua minivan alugada na unidade, antes de atirar em sua cabeça, e atirou em si mesmo na cabeça antes que os oficiais pudessem prendê-lo.